# Лисбон, Жуакин Маркес

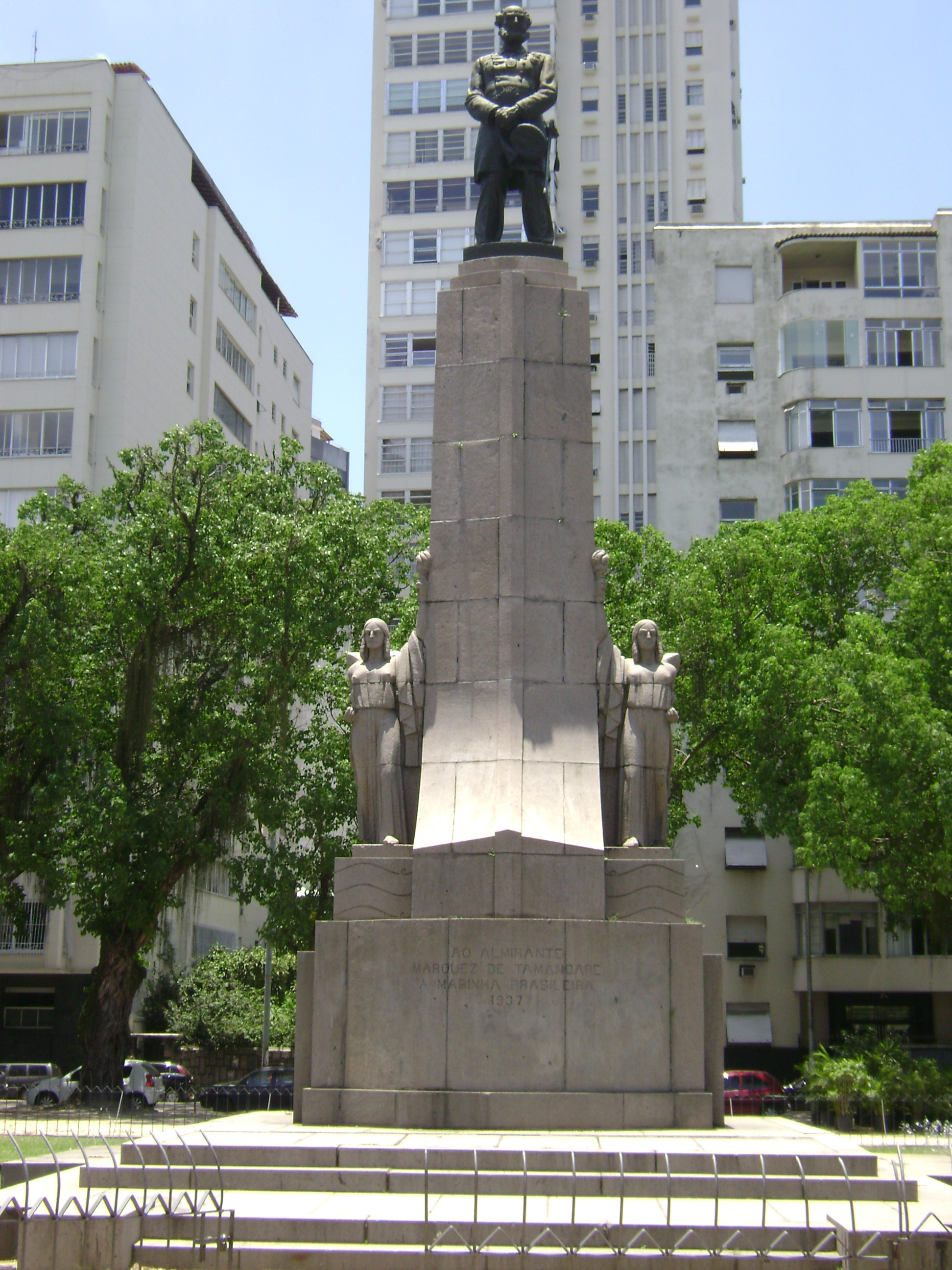
Памятник адмиралу Лисбону в Рио-де-Жанейро

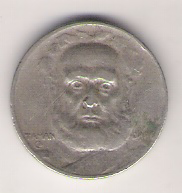
Изображение адмирала Тамандейра на монете 100 бразильских реалов 1936—1938 годов

Жуакин Маркес Лисбон маркиз Тамандейра (или Тамандаре) (порт. Joaquim Marques Lisboa, marquis of Tamandaré ; 13 декабря 1807, Риу-Гранди, Колониальная Бразилия — 20 марта 1897, Рио-де-Жанейро) — известный бразильский флотоводец, адмирал ВМФ Бразильской империи , политик. Национальный герой Бразилии, небесный покровитель военно-морского флота Бразилии.
В тринадцать лет, добровольцем поступил на службу в военно — морской флот Бразилии. Участник войны за независимость Бразилии, Аргентино-бразильской войны, войны с Экваториальной конфедерацией, войны Фаррапус, Уругвайской войны, Парагвайской войны, Лаплатской войны. Сражался во многих битвах, в том числе на р. Ла-Плата, при Курупайти и др.
Первый коренной бразилец ставший адмиралом. Был членом Либеральной партии, занимал пост военного министра. В течение карьеры достиг чина адмирала и получил титул маркиза.
Будучи убежденным роялистом, маркиз просил у императора Педру II разрешения принять под своё командование имперский флот и арестовать повстанцев, провозгласивших Бразильскую республику. Педру II воздержался, предпочитая изгнание гражданской войне. В возрасте 82 лет старый адмирал всё ещё оставался рядом с императорской семьей, пока свергнутый император не отплыл в Португалию. В марте 1897 года Лисбон умер в Рио-де-Жанейро.

## Память
- Имя адмирала носит муниципалитет в бразильском штате Парана — Алмиранти-Тамандаре
- Адмиралу Лисбону установлены памятники в Рио-де-Жанейро, Сан-Паулу, Жуан-Песоа (штат Параиба) и многих других городах.
- Его портрет изображен на старой монете 100 бразильских реалов 1936—1938 годов и 1 крузейро Бразилии 1942 г.
- В Бразилии учреждена «Медаль адмирала Тамандейра»
- День его рождения, 13 декабря, празднуется в Бразилии, как День моряка.